# Ulica Bojkowska we Lwowie

Ulica Bojkowska (j.ukr. Вулиця Бойківська) – ulica we Lwowie, w dzielnicy Wulka, w rejonie frankowskim. Biegnie na południe od ulicy Andrieja Sacharowa, jest równoległa do północnej części parku Orzechowy Gaj, kończy się ślepo stając się jedną z parkowych ścieżek.
Została wytyczona ok. 1930, nie później niż w roku następnym otrzymała nazwę Wulka Panieńska na cześć zgromadzenia sióstr dominikanek, do którego od XVIII wieku należały okoliczne grunty. W 1933 nazwę zmieniono na Krusznik i obowiązywała ona do 1943, kiedy to hitlerowscy okupanci nazwali ją imieniem Ludwiga van Beethovena. Po zajęciu Lwowa przez Armię Czerwoną przywrócono poprzednią nazwę, a w 1946 nadano obecną na cześć Bojków, grupy etnicznej górali pochodzenia rusińskiego i wołoskiego.
Zabudowę po parzystej stronie tworzą domy jednorodzinne wybudowane w otoczeniu sadów, większą część strony nieparzystej zajmowała północna część parku Orzechowy Gaj. Od 2008 jest ona wycinana pod budowę zespołu budynków apartamentowych "Złoty Orzech".